# Chatchai Saengdao
Chatchai Saengdao (thailändisch ชาติชาย แสงดาว, * 11. Januar 1997 in Bangkok) ist ein thailändischer Fußballspieler.

## Karriere

### Verein
Chatchai Saengdao erlernte das Fußballspielen in der Collegemannschaft des Assumption College Thonburi sowie in der Jugendmannschaft vom Erstligisten Muangthong United. Bei dem Club aus Pak Kret, einem nördlichen Vorort der Hauptstadt Bangkok, unterschrieb er 2017 auch seinen ersten Profivertrag. Die Saison 2017 wurde er an den Bangkok FC ausgeliehen. Der Bangkoker Verein spielte in der zweiten Liga, der Thai League 2. Nachdem der Verein am Saisonende den 17. Tabellenplatz belegte, musste er den Weg in die Drittklassigkeit antreten. Die Saison 2018 wurde er an den ebenfalls in der zweiten Liga spielenden Udon Thani FC nach Udon Thani ausgeliehen. Für den Zweitligisten bestritt er zwölf Ligaspiele. Nach der Ausleihe kehrte er zu Muangthong zurück. Im Januar 2024 wechselte er wieder als Leihspieler zu dem ebenfalls in der ersten Liga spielenden PT Prachuap FC. Nach sieben Ligaspielen, in denen er einen Treffer erzielte, kehrte er im Sommer 2024 zu Muangthong zurück. Am 24. Mai 2025 stand er mit Muangthong im Finale des FA Cups, das man mit 3:2 gegen den Meister Buriram United verlor.

### Nationalmannschaft
Chatchai Saengdao spielte 2018 dreimal in der U23-Nationalmannschaft.

## Erfolge
Muangthong United
- Thailändischer Pokalfinalist: 2024/25